# 向明 (政治人物)

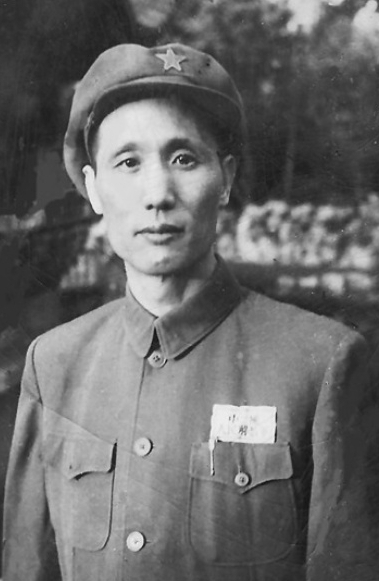
向明

向明（1909年—1969年），原名巨同璞，男，山东临朐人，中华人民共和国政治人物。

## 生平
向明早年参加学生运动，历任中国共产党济南市委员会书记等职，后被捕。1937年，第二次国共合作开始，向明经中共地下党解救后担任刘少奇秘书，此后任河南省委副书记、新四军游击支队二总队政委、苏北盐阜地委书记、新四军三师八旅政委等职位。第二次国共内战期间，他担任鲁中区军分区政委、华东野战军八纵政委等职，组织土地改革，并参加鲁南战役、孟良崮战役、莱芜战役。中华人民共和国成立后，他历任山东省人民政府副主席、1950年底任山东分局代理书记等职。
1954年，他被卷入高饶反党集团案，7月3日，中共中央决定撤销向明党内职务。9月7日，中共山东省委向中央作了开除向明党籍的报告。1954年10月10日被中央开除党籍。文革期间被迫害致死。1980年平反。